# Gnathomerium americanum
Gnathomerium americanum är en mångfotingart som beskrevs av Ribaut 1912. Gnathomerium americanum ingår i släktet Gnathomerium och familjen storjordkrypare. Inga underarter finns listade i Catalogue of Life.